# Marcel Deprez
Marcel Deprez (Aillant-sur-Milleron; 12 de diciembre de 1843 – Vincennes; 13 de octubre de 1918) fue un ingeniero eléctrico francés.
Deprez nació en Aillant-sur-Milleron en la Francia rural y atendió a la Escuela de Minas en París. No fue capaz de completar el curso, sin embargo logró ser empleado como secretario del Director de la escuela, Charles Combes.
En Creil, desde 1876 a 1886, Deprez condujo los primeros experimentos para transmitir poder eléctrico sobre distancias largas. En la Exposición Internacional de Electricidad de París, en 1881, Deprez emprendió la tarea de presentar un sistema de distribución de electricidad basado en la transmisión de larga distancia de corriente directa. El primer intento exitoso tuvo lugar en 1882 desde Miesbach a Múnich en la ocasión de la Exposición de Electricidad en el Glaspalast organizado por Oskar von Miller.  Allí  transmitía 1.5 kW en 2kV sobre una distancia de 35 millas.
Deprez condujo experimentos en La Chapelle, Grenoble, Vizille, París, y Creil. Eventualmente obtuvo transmisión sobre treinta y cinco millas para propósitos industriales.  En 1889, Rene Thury continuó su enfoque de arreglar generadores en serie, eventualmente desarrollando sistemas comerciales que entregan 20 megawatts en 125 kV sobre 230 kilómetros.

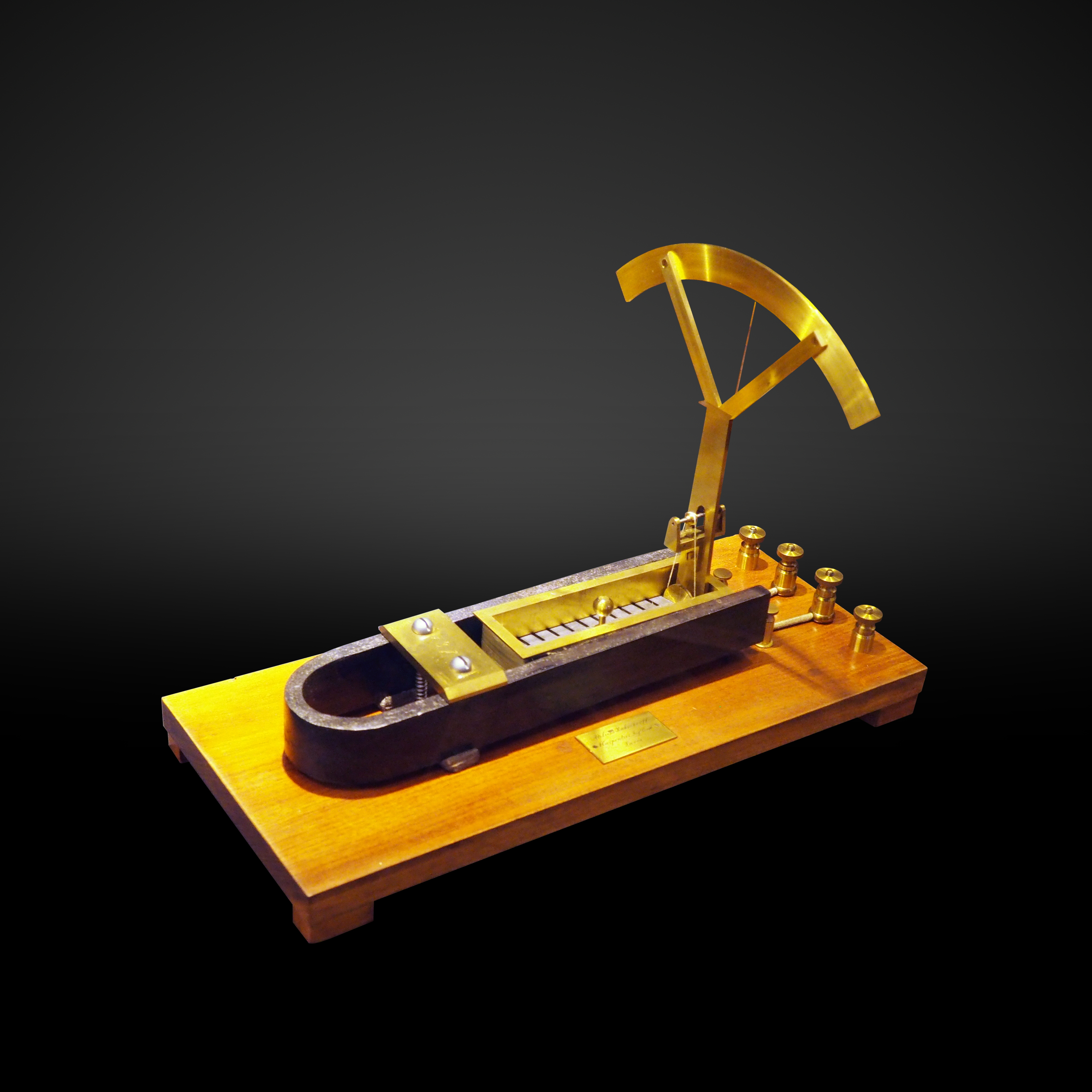
Galvanómetro "espina" de Deprez Y Carpentier (MHS Geneva)